# Московский территориальный научно-практический центр медицины катастроф
Московский территориальный научно-практический центр медицины катастроф (ЦЭМП) — государственное бюджетное учреждение здравоохранения города Москвы особого типа. Основано в 1990 году. Подчиняется Департаменту здравоохранения города Москвы.

## История

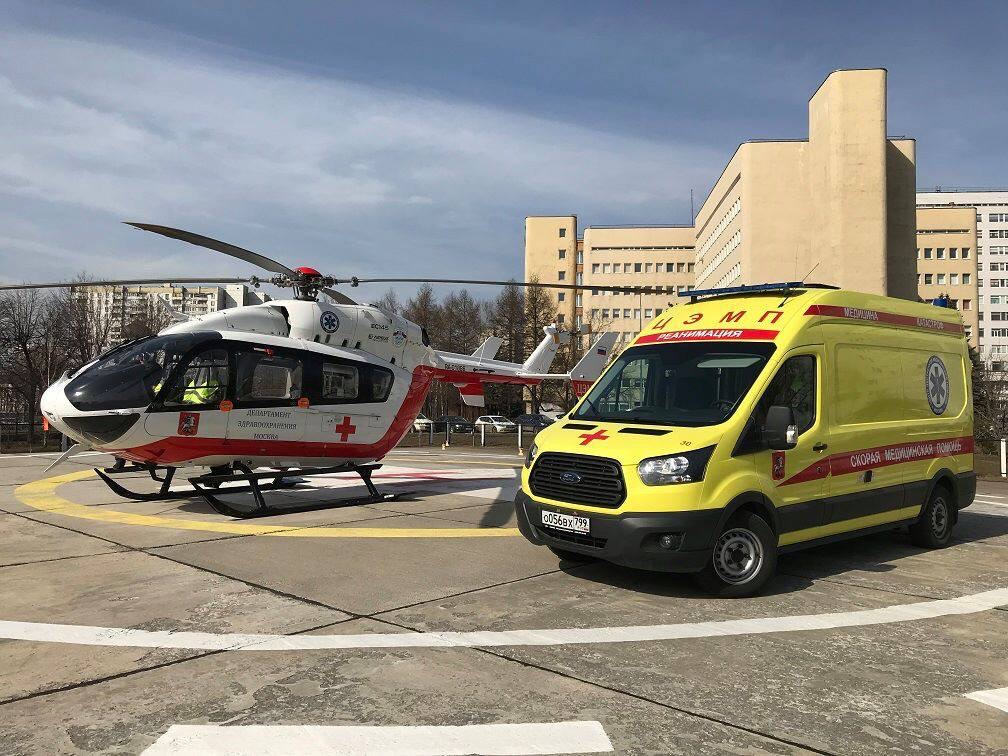
Вертолет и машина скорой помощи ЦЭМП

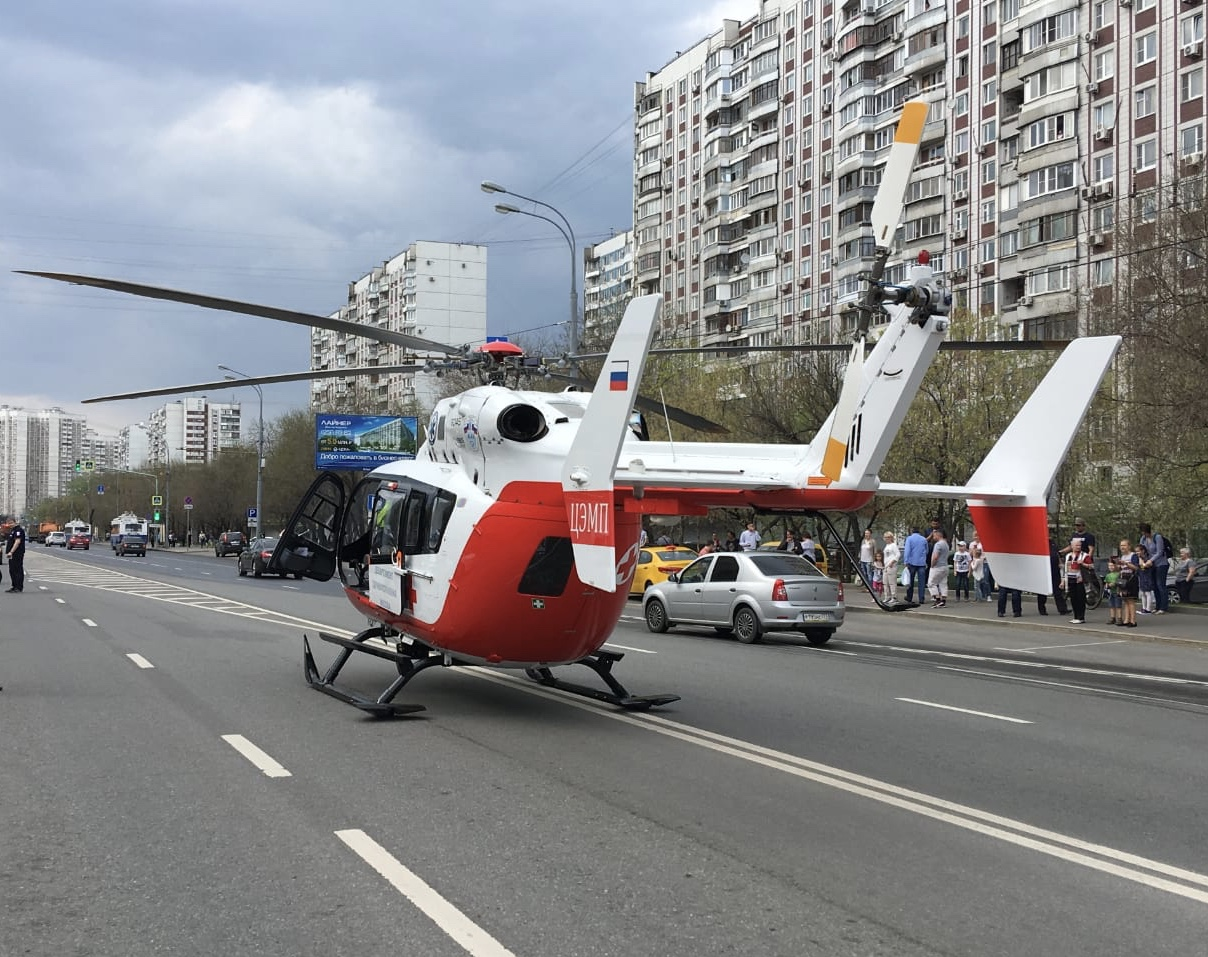
Вертолет ЦЭМП на месте ДТП в Москве

В июле 1990 года в Москве была создана Служба экстренной медицинской помощи, предназначенная для ликвидации медицинских последствий кризисных и чрезвычайных ситуаций. В 1991 году на её основе был создан Научно-практический центр экстренной медицинской помощи (ЦЭМП).
В 1997 году в центре был создан учебный отдел для освоения и поддержания практических навыков оказания скорой (экстренной) медицинской помощи в условиях чрезвычайных ситуаций.
В 2010 и 2020 годах коллектив центра был удостоен премии города Москвы в области медицины.
В 2021 году ЦЭМП получил статус государственного бюджетного учреждения здравоохранения города Москвы особого типа.

## Деятельность
МТНПЦМК (ЦЭМП) ДЗМ является головным учреждением территориальной службы медицины катастроф, которая является подсистемой Московской городской системы предупреждения и ликвидации чрезвычайных ситуаций (МГСЧС) и составной частью Всероссийской службы медицины катастроф. Он выполняет функции штаба территориальной службы медицины катастроф и является постоянно действующим органом начальника службы — руководителя Департамента здравоохранения Москвы. В период ликвидации медицинских последствий чрезвычайных ситуаций в оперативное подчинение центра переходят все лечебно-профилактические учреждения, подразделения, формирования и обеспечивающие службы городской службы медицины катастроф.
Центр обеспечивает оперативную реакцию на кризисные и чрезвычайные ситуации различного типа и масштаба в Москве для осуществления экстренной медицинской помощи. За весь период работы бригады центра совершили более 170 тысяч выездов на вызовы, а санитарные вертолёты привлекались к работе свыше 11 тысяч раз.
Также в МТНПЦМК (ЦЭМП) ДЗМ ведётся научно-исследовательская деятельность в области экстренной медицинской помощи населению в чрезвычайных ситуациях.